# Ангронья
Ангронья (итал. Angrogna, пьем. Angreugna, окс. Angruenha) — коммуна в Италии, располагается в области Пьемонт, в провинции Турин. Наряду с Торре-Пелличе один из важнейших центров церкви вальденсов.
Население составляет 777 человек (2008 г.), плотность населения составляет 20 чел./км². Занимает площадь 38 км². Почтовый индекс — 10060. Телефонный код — 0121.
Покровителем коммуны почитается святой Лаврентий, празднование 10 августа.

## История
Начиная с XII века здесь начинают селиться вальденсы. в 1532 году в местечке Шанфоран (Chanforan) прошёл исторический синод этой церкви, на которой было принято решение о сотрудничестве с протестантами Центральной и Северной Европы. Тогда же были начаты работы над переводом Библии, которые были закончены через три года.
В конце XVII века, во время правления герцога Савойи Виктора Амадея вальденсы стали подвергаться активным гонениями. Отнятые у них земли передавались католиками. Впоследствии вальденсы вернулись в этот регион. Ситуация улучшилась, когда в 1848 году король Сардинии Карл Альберт даровал вальденсам право свободно исповедовать свою веру. После этого в регионе верующие приступили к активному строительству церковных зданий, преимущественно в неороманском стиле.

## Демография
Динамика населения:

## Администрация коммуны
- Официальный сайт: https://web.archive.org/web/20070527092711/http://www.valpellice.to.it/sottosezione.php3?id_rubrique=5